# Francesco Filelfo
Francesco Filelfo (Tolentino, Itàlia, 25 de juliol de 1398 – Florència, 31 de juliol de 1481) va ser un humanista italià del Renaixement.

## Biografia

### Joventut
Va realitzar els seus primers estudis de gramàtica, retòrica i llatí en la Universitat de Pàdua, sota la guia de Gasparino Barzizza. En pocs anys va adquirir una gran reputació, al punt de rebre en 1417 la càtedra d'oratòria i la de filosofia moral a Venècia. Allí es va dedicar principalment a l'ensenyament de Ciceró i de Virgili, considerats en el seu temps com les majors expressions de l'estil llatí.

### Imperi Romà d'Orient
En 1419 el govern de la República de Venècia li va assignar el rol de secretari del màxim representant dels venecians davant l'Imperi Romà d'Orient. Durant els set anys en què va romandre en aquesta a Constantinoble va adquirir un coneixement de la llengua grega col·loquial probablement superior al de qualsevol contemporani seu occidental, tot i que el seu coneixement del grec clàssic era ja impecable. En aquest període va contreure matrimoni amb Teodora, neboda de Manuel Crisolores, el docte romà d'Orient que fou el primer d'ensenyar grec a Itàlia, que el recomanà per a moltes missions diplomàtiques de l'emperador Joan VIII Paleòleg.

### Venècia, Bolonya i Florència

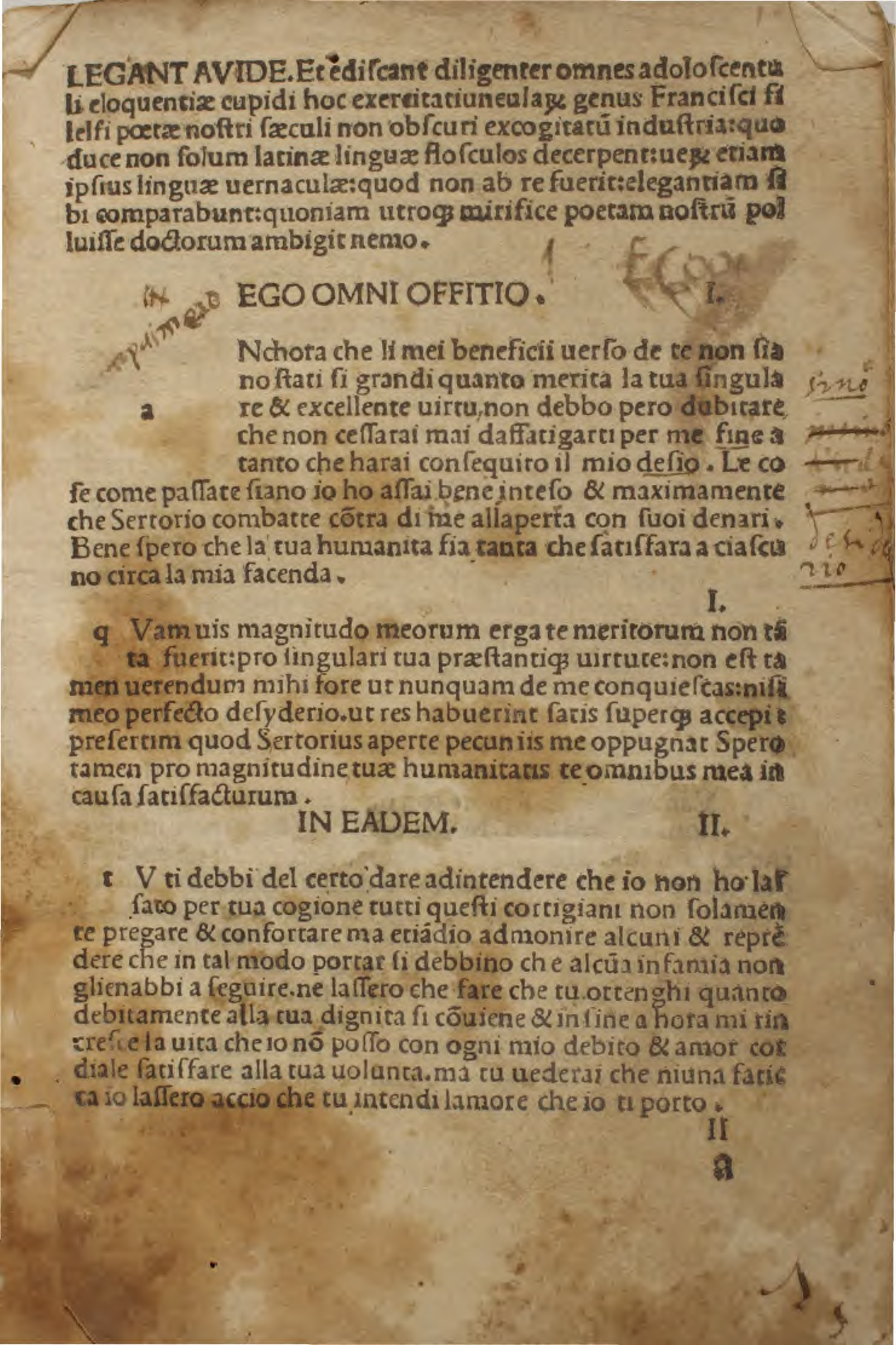
Exercitatiunculae, 1448

En 1427 va acceptar una nova invitació de les autoritats venecianes per a reprendre la seva carrera universitària. A partir de llavors, va ensenyar en els principals centres d'ensenyament de la cultura italiana: (Venècia, Milà, Florència, Siena) amb intercalació de contínues lliçons universitàries, publicacions, amistats amb alts personatges i disputes amb els seus adversaris.
En aquest viatge cap a Venècia va portar una gran quantitat de manuscrits grecs, tal com ell mateix indicà en una carta a Ambrosius Traversarius: obres de Plotí, Aristòtil, Claudio Eliano, Aristides, Dionisio de Halicarnaso, Estrabón, Hermógenes de Tars, Tucídides, Plutarc, Teofrasto, Homer, Filóstrato d'Atenes, Luciano, Píndaro, Arato, Eurípides, Teócrito, Hesíode, Demòstenes, Èsquil, Polibio i uns altres.
En retornar a Venècia amb la seva família, va trobar delmada a la població de la ciutat per la pesta. En 1428 es va establir a Bolonya, on les diferències polítiques no li proporcionaren un clima favorable. Es va traslladar després a Florència, on va tenir el període més intens de la seva vida (1429-1433). Durant la setmana ensenyava els principals autors de la literatura llatina, i els diumenges explicava a Dante a la gent a l'Església de Santa María del Fiore. Va tenir una gran activitat com a traductor de textos grecs, principalment d'Homer, Aristòtil, Plutarc, Hipócrates, Jenofonte i Lisias.
El seu caràcter el va conduir a enfrontar-se amb Cosme de Médici i el seu entorn. Quan Cosme va ser exiliat en 1433, després de la lluita amb la família dels Albizzi, Filelfo intentar que fos condemnat a mort per la signoria cittadina. Amb el retorn de Cosme de Medici a Florència, perillava la vida de Filelfo, i llavors va acceptar la invitació feta per la ciutat de Siena, on es va anar a viure quatre anys, de 1434 a 1438.

### Milà

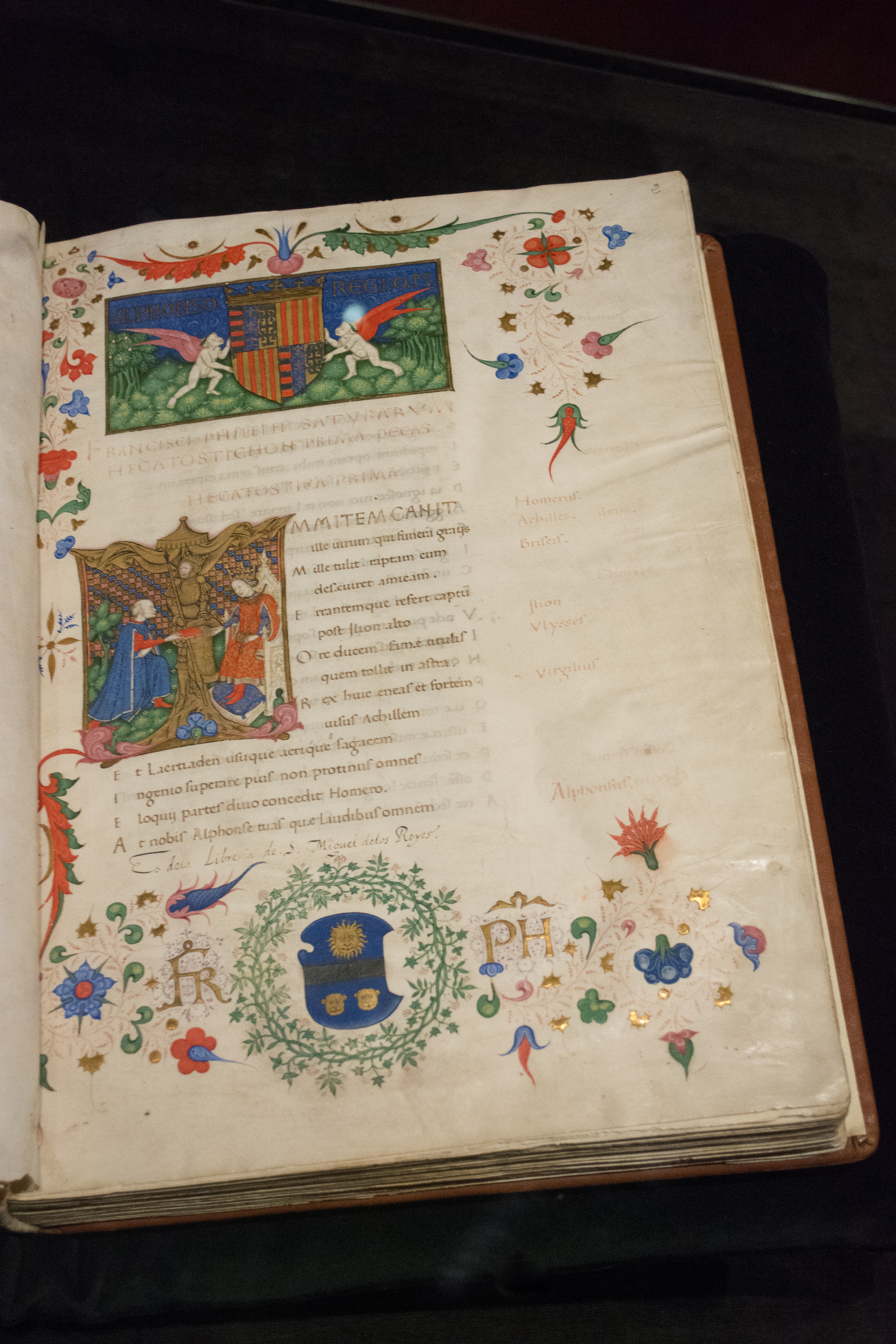
Caplletra que representa a Filelfo entregant la seua obra Satyrae hecatosticae, al rei Alfons el Magnànim. (Biblioteca de la Universitat de València).

Tant va créixer la seva fama com educador que Filelfo va rebre moltes ofertes de diversos prínceps i governs. En 1440 va acceptar una oferta del príncep de Milà, Filippo Maria Visconti. La vida de Filelfo a Milà il·lustra les múltiples facetes i funcions d'un estudiós en aquella època. Part dels seus deures era celebrar al seu príncep i mecenes en panegírics i obres èpiques, escriure invectives contra els seus enemics, i escriure poemes sobre els seus temes favorits i odes fúnebres per als cortesans importants. Filelfo va continuar amb les seves traduccions del grec i amb les seves pròpies guerres personals, en escrits i disputes, amb diversos adversaris de Florència. Va escriure pamflets polítics sobre els grans esdeveniments de la història italiana i va romandre en contacte amb els més alts polítics i diplomàtics de l'època. Quan Constantinoble va ser assetjada pels turcs, ell va procurar l'alliberament de la seva sogra, Manfredina Doria, mitjançant una carta que va escriure al sultà Mehmed II.
Durant el segon any del seu sojorn a Milà, va perdre a la seva esposa. Aviat va contreure matrimoni amb Orsina Osnaga, pertanyent a una famosa família de Milà. En enviduar una altra vegada, es va casar amb Laura Magiolini..
Quan Filippo Maria Visconti va morir, Filelfo, després d'un breu període de dubte, va establir una aliança amb Francesco Sforza, nou príncep de Milà. Va voler dedicar-li un poema èpic, el seu Sforziade: va escriure 12.800 versos, però no va arribar a publicar-ho.

### Últims anys: Roma, Milà i Florència
Quan va morir Francesco Sforza, Filelfo tenia setanta-set anys d'edat. No obstant això, en la segona meitat de 1475 va creuar els Apenins i va arribar a Roma, on es va posar al servei del papa Sixt IV, prenent la càtedra de retòrica. Malgrat el seu bon començament a la ciutat, aviat l'harmonia amb el papa i la ciutat va minvar, i després de tan sols un any va abandonar Roma per a retornar a Milà.
Quan va arribar a Milà, va trobar que la seva dona havia mort allí per la pesta, sense que ell ho sabés, i que ja havia estat enterrada. Va considerar a retornar a Florència, esperant que l'hostilitat amb els Medici hagués minvat amb el pas dels anys. Lorenzo va convidar a Filelfo a ensenyar grec a Florència i Filelfo va acceptar. Poc temps després d'arribar allí, en 1481, Filelfo va morir. Va ser sepultat en la Basilica della Santissima Annunziata. Lorenzo de Medicis va comprar la major part dels manuscrits que van pertànyer a Filelfo, i avui es troben a la Biblioteca Laurenciana.

## Pensament i llegat
Francesco Filelfo mereix ser recordat com un dels majors humanistes italians no pel seu estil (ciceronià) ni pel seu gran enginy ni per l'agudesa del seu ensenyament, sinó per la seva energia i la completa connexió amb la seva època. Va ser un home d'àmplia erudició, el seu coneixement dels autors antics va ser extensa, però superficial. Posseïa una enorme quantitat de manuscrits, sobretot grecs. En les seves anotacions marginals pot constatar-se la contínua i intensa lectura de les obres dels autors antics i romans d'Orient.
Es conserven més de 2000 cartes seves en llatí i unes 100 en grec. Una edició completa de les cartes en grec de Filelfo va ser realitzada per primera vegada, amb una traducció al francès, notes i comentaris, per Émile Legrand (Paris, Publications de l'École donis langues orientals) en 1892.